# Silvia Ursache-Brega
Silvia Ursache-Brega (nacida el 26 de marzo de 1957, comuna de Drepcăuți, distrito de Briceni, República Socialista Soviética de Moldavia (MSSR) es una escritora, poeta, traductora y editora de libros para niños moldava y es miembro de la Unión de Escritores de la República de Moldavia .

## Biografía
Silvia Ursache (n. Brega) nació el 26 de marzo de 1957 en el pueblo de Drepcăuți en el distrito de Briceni. Después de pasar su infancia y graduarse de la escuela en su pueblo natal con una medalla de oro, en 1974 ingresó en la Facultad de Física de la Universidad Estatal de Moldavia en Chisináu. Se graduó en 1979 y posteriormente trabajó como investigadora en el Instituto de Física Aplicada de la Academia de Ciencias de Moldavia. También realizó su doctorado en la misma institución (1983-85), siendo el tema de su tesis "Análisis roentgenoestructural de semiconductores triples en clase AI, BV, CVI".
En 1992, el colapso de la Unión Soviética la llevó a abandonar la ciencia. La gran crisis económica desencadenada por esa desintegración generó caos e inestabilidad en la sociedad; En particular, las instituciones estatales no pagaron salarios durante varios meses y el dinero se depreció fuertemente debido a la hiperinflación. Estando de baja por maternidad, Silvia Ursache ya no regresará a la Academia después del nacimiento de su segundo hijo, Iulian Gramatski, pero toma una decisión difícil para asegurar la existencia de su familia. Junto con su esposo, Valeriu Gramatki, un matemático de gran talento y colaborador de la Academia de Ciencias, comenzó a viajar a Moscú y Bucarest, trayendo de allí grandes y pesadas bolsas de literatura didáctica, científica y espiritual. Prohibida durante la Unión Soviética, la literatura espiritual tuvo una gran demanda inmediatamente después de su desintegración. Vendieron los libros comprados se vendieron en Chisináu para sobrevivir. Esta estresante experiencia, repetida a lo largo de cuatro años, le marcó con fuerza.

## Actividad literaria
Impresionada por los hermosos libros que comenzaron a aparecer entonces, Silvia Ursache decide involucrarse en la edición de libros para niños. Se convirtió en uno de los dos cofundadores de la editorial "Iulian" en 1996. Aquí también debutó como escritora, en 1997, con "El alfabeto alegre", donde compuso varios cuentos divertidos para niños de primaria. Su singularidad consistía en el hecho de que cada uno contenía, en su mayor parte, palabras que comenzaban con una determinada letra del alfabeto. Luego saca a la luz otros libros para niños: "Mascotas", "Animales salvajes", "Las aventuras de Julian" y la colección de mini-enciclopedias interactivas "Papá, mamá, el mundo entero en mi querida puerta". También publica libros bellamente ilustrados de la literatura universal, como "Winnie the Pooh" de AA Milne, que fue premiado por su presentación gráfica en el concurso "HC Andersen" en Copenhague (2008). En 2006, fundó su propia editorial, titulada "Silvius Libris", que hasta ahora ha publicado más de 400 títulos de libros. Está casada, tiene dos hijos. El hijo mayor, Andrei Ursache, junto con su esposa, Arina, trabajan en la misma editorial, que, de hecho, es una empresa familiar.
La creación de Silvia Ursache está destinada principalmente a los niños. Entre sus obras literarias se encuentran la leyenda histórica "El Dacio", la colección de cuentos "Cuentos de hadas cortos pero divertidos", la colección de poemas "Monté en una rueda y te dije gogonata" (nominado al Premio de los Escritores 'Unión de Moldavia), los alfabetos ilustrados con los poemas "Un alfabeto que rara vez se encuentra" y "El abecedario de los pequeños con ranas y erizos", pero también "Enciclopedia de los curiosos", la colección "Loco y tandal" en 6 volúmenes, la colección "Un montón de acertijos para pequeños lectores", la serie interactiva para preescolares "Hola mundo, quiero decirte por tu nombre", la serie de acertijos "Adivina quién es", la serie "Fauna de la Tierra "," Soy pequeño, pero quiero saber "," Animales lindos, inteligentes y traviesos "y otros. Hizo adaptaciones y recuentos de varios cuentos populares rumanos ("Historias con rostros hermosos e Ilene-Cosânzene"), pero también traducciones de cuentos populares de otros pueblos, así como los famosos relatos de los hermanos Grimm, HC Andersen y otros. Con motivo de su 60 cumpleaños, escribe y edita dos colecciones originales de cuentos para niños: "The Land of Stories" y "Grandma Sica's Tales" (nominada para el premio estadounidense de 2017).

## Su obra en opinión de la crítica literaria
El escritor Nicolae Rusu menciona que "el deseo de promover la literatura infantil en libros, incluida su propia creación, y la preocupación constante por aumentar el interés por la lectura de los lectores jóvenes caracteriza a Silvia Ursache en el contexto de la literatura rumana en Besarabia como una personalidad en constante crecimiento". Nicolae Dabija la llama "fundadora de la belleza", y agrega que llenó el espacio desde el Prut hasta más allá del Dniéster con milagros. Así podrían denominarse los libros que imprimió en los últimos años. Historias para grandes y pequeños, snobs para creer y creer en ti, poemas que, no importa la edad que tengas, te conozco de memoria, acertijos que te creen respuestas a sus preguntas ”. Claudia Partole comenta: "A través de sus creaciones, Silvia Ursache ayuda a los pequeños Robinson a ver la belleza, a crecer en una armonía natural con la naturaleza, con todo lo que Dios nos ha dado y todo lo que sus antepasados crearon con su mente y sabiduría", Opinión secundada por Eugenia David: "A través de sus obras de variada temática, a través de su contribución como editora al incremento de los valores espirituales de la nación, Silvia Ursache merece todos nuestros elogios y agradecimientos".
El cuento "Dacul" en particular fue apreciado positivamente por los críticos literarios. El médico habilitado y crítico literario Ion Ciocanu escribe: “Vemos la culminación del arte narrativo de la escritora Silvia Ursache - ¡como aievea! ¡Pintado tan apropiadamente con la ayuda de palabras! - en la presentación del espectáculo de la gran fiesta, con el propio Trajano y su esposa, Pompeia Plotina. [. . . ] Les aseguramos, honorables lectores, que experimentarán una satisfacción terrible, tal vez loca, por grande y profunda que sea, hasta que puedan disfrutar de la misma imagen plástica en el frontispicio del libro, revelando sólo ahora el verdadero significado del abrazo del hombre. y león. ”. El escritor y editor en jefe Ion Anton señala: “La talentosa autora, bajo la cual surgieron decenas de obras de arte, nos demuestra que posee un rico arsenal de nombres históricos, de época y concretos de héroes, que realmente existieron. . Así, la leyenda-relato histórico abunda en elocuentes significados y símbolos, característicos de la época gloriosa de la Antigua Roma, cuando Trajano lucha y logra con grandes esfuerzos heroicos la conquista de Dacia ”.

## Lista de publicaciones
1. «Мэрцишор», traducere în limba rusă a poveștii lui M. Sadoveanu „Mărțișor”, publicată în cartea «Три прекрасные сказки», М. Садовяну, ed. „Iulian”, Chișinău 1997.
2. „Alfabetul Vesel” de S. Ursache și I. Țurcanu, ed. „Iulian”, 1997.
3. „Animale sălbatice” vol. 1-4 din seria de minienciclopedii „Tata, mama, lumea-ntreagă la portița mea cea dragă” - versuri, proză pentru școala primară, ed. „Iulian”, 1998(1,2), 2006 (3,4).
4. „Animale domestice” – 1-2 din seria de minienciclopedii „Tata, mama, lumea-ntreagă la portița mea cea dragă” - versuri, proză pentru școala primară, ed. „Iulian”, 1999.
5. Сюи Минтан, С. Урсаке, «Цветок лотоса» în limba rusă - expunerea filozofiei taoiste chinezești prin prisma școlii Zhong Yuan Qigong; expunere sub formă de eseuri a impresiilor și trăirilor autoarei din timpul seminarului internațional de Qigong, organizat la mănăstirea Shaolin din munții Sunshan, provincia Henan, China, ed. „Iulian”, 2001, reeditată în 2006.
6. „Aventurile lui Iulian”, proză în stil SF pentru copii, ed. „Iulian”, 2005, 72 p.
7. „Ghici cine-i?” vol. 1,2 - cărți de ghicitori pentru preșcolari, ed. „Iulian”, 2004, reeditate în 2008, ed. „Silvius Libris”.
8. „Motănași poznași”, din seria „Animale drăgălașe, istețe și poznașe”, poezii pentru preșcolari, ed. „Iulian”, 2004, reedit. 2008., Ed. „Silvius Libris”.
9. „Iepurași Cuconași”, din seria „Animale drăgălașe, istețe și poznașe”, poezii pentru preșcolari, ed. „Iulian”, 2005, reedit. 2008., Ed. „Silvius Libris”.
10. „Ursuleți isteți”, din seria „Animale drăgălașe, istețe și poznașe”, poezii pentru preșcolari, ed. „Iulian”, 2005, reedit. 2008., Ed. „Silvius Libris”.
11. „Păsări exotice” din seria de minienciclopedii „Tata, mama, lumea-ntreagă la portița mea cea dragă” - versuri, proză pentru școala primară, ed. „Iulian”, 2005.
12. „Păsări de curte și nu numai...” din seria de minienciclopedii „Tata, mama, lumea-ntreagă la portița mea cea dragă” - versuri, proză pentru școala primară, ed. „Iulian”, 2005.
13. „Un abecedar cum găsești mai rar” - abecedar pentru preșcolari, ed. „Iulian”, 2005, reedit. 2007, 2009, 2010, 2011 (ediție în carton), ed. „Silvius Libris”.
14. Сюи Минтан, С. Урсаке, «Просветлённое Сознание», materialele unui seminar Zhong Yuan Qigong (filozofia chineză) expuse în formă de beletristică, ed. „Iulian”, 2005.
15. „Făt-Frumos și soarele furat”, adaptatre a poveștii populare respective, ed. „Iulian”, Chișinău 2006.
16. Seria „Bună ziua, lume, vreau să-ți spun pe nume”, poezii cognitive pentru preșcolari, care cuprinde 18 volume, ed. „Silvius Libris”, 2006-2008.
17. „Cățeluși ghiduși”, din seria „Animale drăgălașe, istețe și poznașe”, poezii pentru preșcolari, ed. „Silvius Libris”, 2006, reedit. 2009.
18. „Copilași drăgălași”, din seria „Animale drăgălașe, istețe și poznașe”, poezii pentru preșcolari, ed. „Silvius Libris”, 2006, reedit. 2009.
19. S. Ursache, „Fauna Pământului”, vol. 1-8, o serie de minienciclopedii despre viața animalelor, ed. „Silvius Libris”, Chișinău 2006.
20. S. Ursache, „Numărătoarea spiridușilor”, carte pentru preșcolari, numărătoare în versuri, ed. „Silvius Libris”, 2006, reedit. 2009.
21. S. Ursache, „Alfabetul năzdrăvan pentru pici mai mari de-un an”, un abecedar ce conține versuri, ghicitori și proză la fiecare literă, ed. „Silvius Libris”, 2006.
22. „Gogoașa”, poveste populară rusească din seria „Povești de peste mări și țări”, traducere din limba rusă de S. Ursache, ed. „Silvius Libris”, 2007.
23. „Lupul, capra și iezii”, poveste populară rusească din seria „Povești de peste mări și țări”, traducere din limba rusă de S. Ursache, ed. „Silvius Libris”, 2007.
24. „Baba hârca”, poveste populară belorusă din seria „Povești de peste mări și țări”, traducere de S. Ursache, ed. „Silvius Libris”, 2007.
25. „Lacrimile iepurașului”, poveste populară belorusă din seria „Povești de peste mări și țări”, traducere de S. Ursache, ed. „Silvius Libris”, 2007.
26. „Dafin și Vestra”, poveste populară românească repovestită și adaptată de S. Ursache, ed. „Silvius Libris”, 2007.
27. „Muck piticul” poveste a lui W. Hauff, repovestită și adaptată în limba română de S. Ursache, Ed. „Silvius Libris”, 2007.
28. „Degețica” de H.C. Andersen, repovestită și adaptată în limba română de S. Ursache, ed. „Silvius Libris”, 2007.
29. „Ghici cine-i?”, vol. 3-4, ghicitori despre păsări, ed. „Silvius Libris”, 2007.
30. „Vulpea și cocorul”, poveste populară ucraineană din seria „Povești de peste mări și țări”, repovestită în limba română de S. Ursache, 2007.
31. „Punguța”, poveste populară ucraineană din seria „Povești de peste mări și țări”, repovestită în limba română de S. Ursache, 2007, reeditată în 2009 cu denumirea „Norocosul”.
32. „Apa sâmbetei”, poveste populară românească adaptată și repovestită de S. Ursache, ed. „Silvius Libris”, 2007.
33. „Ilieș-Mălăieș”, poveste populară românească adaptată și repovestită de S. Ursache, ed. „Silvius Libris”, 2007.
34. „Povestea lui Laur-Balaur”, poveste populară românească adaptată și repovestită de S. Ursache, ed. „Silvius Libris”, 2007.
35. „Povestea celor trei măscărici”, poveste modernă de V. Gramațki, tradusă din limba rusă de S. Ursache, ed. „Silvius Libris”, 2007.
36. „Enciclopedia curioșilor”, alcătuitor S. Ursache, enciclopedie pentru elevi, Silvius Libris, 2008, reeditată în 2016.
37. „Alistar Făt-Frumos”, poveste populară românească adaptată și repovestită de S. Ursache, ed. „Silvius Libris”, 2008.
38. „Fata ciobanului cea înțeleaptă”, poveste populară românească adaptată și repovestită de S. Ursache, ed. „Silvius Libris”, 2008.
39. „Stan Polozan”, poveste populară românească adaptată și repovestită de S. Ursache, ed. „Silvius Libris”, 2008.
40. „Isai Argatul”, poveste populară românească adaptată și repovestită de S. Ursache, ed. „Silvius Libris”, 2008.
41. „Voinicul din lume fără nume”, poveste populară românească adaptată și repovestită de S. Ursache, ed. „Silvius Libris”, 2008.
42. „Făt-Frumos, feciorul vânătorului”, poveste populară românească adaptată și repovestită de S. Ursache, ed. „Silvius Libris”, 2008.
43. „Busuioc Făt-Frumos și Ileana Cosânzeana”, poveste populară românească adaptată și repovestită de S. Ursache, ed. „Silvius Libris”, 2008.
44. S. Ursache, „ABC-ul celor mici cu broscuțe și arici”, abecedar cu poezii pentru preșcolari, ed. „Silvius Libris”, 2008, reedit. 2009, 2010, 2011;
45. S. Ursache, „Am încălecat pe-o roată și v-am spus-o gogonată”, culegere de poezii umoristice pentru copii, ed. „Silvius Libris”, 2009;
46. „Tom Degețel” de Frații Grimm, repovestită și adaptată în limba română de S. Ursache, ed. „Silvius Libris”, 2009.
47. „Motanul încălțat” de Charles Perrault, repovestită și adaptată în limba română de S. Ursache, ed. „Silvius Libris”, 2009.
48. „Trei galbeni”, poveste populară franceză din seria „Povești de peste mări și țări”, repovestită în limba română de S. Ursache, ed. „Silvius Libris”, 2009.
49. „Frumoasa Rozalinda”, poveste populară italiană din seria „Povești de peste mări și țări”, repovestită în limba română de S. Ursache, ed. „Silvius Libris”, 2009.
50. „Doi măgăruși”, poveste populară chineză din seria „Povești de peste mări și țări”, repovestită în limba română de S. Ursache, ed. „Silvius Libris”, 2009.
51. „A cui muncă e mai grea?”, poveste populară germană din seria „Povești de peste mări și țări”, repovestită în limba română de S. Ursache, ed. „Silvius Libris”, 2009.
52. Culegerea „Cinci mii de proverbe și zicători”, alcătuită de S. Ursache, ed. „Silvius Libris”, 2009;
53. Culegerea de folclor românesc „Comoara străbunilor”, alcătuită de S. Ursache, ed. „Silvius Libris”, 2009;
54. Culegerea de poezii de iarnă „În jurul bradului”, alcătuită de S. Ursache, ed. „Silvius Libris”, 2009;
55. Culegerea de scenete de iarnă „Anul nou la ușă bate”, alcătuită de S. Ursache, ed. „Silvius Libris”, 2009;
56. „Poezii din desaga lui Moș Crăciun”, antologie de poezie de iarnă pentru copii a scriitorilor basarabeni alcătuită de S. Ursache, ed. „Silvius Libris”, 2009;
57. „Hristos a înviat!”, culegere de datini, tradiții și obiceiuri legate de Postul Mare și Sfintele Paști, poezii și cântece la tema biblică, alcătuită de S. Ursache, ed. „Silvius Libris”, 2010;
58. „Unde ești, copilărie?”, culegere de poezii pentru copii a lui M. Eminescu, alcătuită de S. Ursache, ed. „Silvius Libris”, 2010;
59. „Cine trăiește pe lângă casă?”, ediție în carton pentru preșcolari cu poezii despre animale, 2011;
60. „Animale sălbatice de pe meleagurile noastre”, minienciclopedie pentru clasele primare, conține poezii și texte informative, 2010, 18 p.;
61. „Animale domestice de pretutindeni”, minienciclopedie pentru clasele primare, conține poezii și texte informative, 2011, 18 p.;
62. „Cenușăreasa” de Charles Perrault; traducere din limba franceză, 2010, 20 p.;
63. „Legende strămoșești”, istorii populare despre animale, păsări și plante, facerea lumii, fenomene ale naturii, aștrii cerești și om, repovestite de Silvia Ursache, 2010, 160 p.;
64. „Povești cu Feți-Frumoși și Ilene-Cosânzene”, o culegere de 12 povești populare românești, repovestite de Silvia Ursache, 2011, 240 p.;
65. „Învățăm să scriem alfabetul”, poezii și exerciții pentru antrenarea scrisului literelor, 2011, 32 p.;
66. „Învățăm să scriem cifrele”, jocuri logice și exerciții pentru antrenarea scrisului cifrelor, 2011, 16 p.;
67. „Basme scurte, dar hazlii, bune de-amuzat copii”, 2011, 64 p.;
68. „Vino, vino, Moș Crăciun!”, culegere de poezii și ghicitori cu ocazia sărbătorilor de iarnă, 2011, 16 p.;
69. „Dacul”, legendă istorică, 2013, 64p.;
70. Seria „Cunosc lumea pas cu pas” – cărți cartonate cu poezii și material didactic pentru copii mici, 2015, 10p. (8 titluri)
71. Seria „Eu sunt mic, dar vreau să știu” – minienciclopedii cartonate, 2014, 12p. (4 titluri)
72. Seria „Să cunoaștem lumea împreună – seturi de fișe din carton cu ilustrații și material didactic (46 titluri)
73. „Un mănunchi de ghicitori pentru micii cititori”, culegere de ghicitori, 2014, 48p.;
74. „Matineul de revelion”, culegeri de ghicitori, colinde, urături, scenete și poezii cu tematica sărbătorilor de iarnă, 2014, 32p.;
75. „Legende despre Ștefan cel Mare”, culegere de legende istorice, adaptate și repovestite, 2015, 128p.;
76. „Legendele neamului românesc”, culegere de legende istorice, adaptate și repovestite, 2015, 128p.;
77. „Legendele vietăților”, culegere de legende despre animale, adaptate și repovestite, seria „Vreau să citesc o carte”, 2015, 32p.;
78. „Istorioare hazlii”, culegere de povestii nostime pentru copii, seria „Vreau să citesc o carte”, 2015, 32p.;
79. „Basm de iarnă, povestire pentru copii, 2015, 32p.;
80. „Aventurile micilor zâne”, povestire pentru copii, seria „Învăț să citesc fluent”, 2016, 16p.;
81. „Prieteni nedespărțiți”, povestire pentru copii, seria „Învăț să citesc fluent”, 2016, 16p.;
82. „Ce sport să-mi aleg?”, povestire pentru copii, seria „Învăț să citesc fluent”, 2016, 16p.;
83. „Mașinile fugare”, povestire pentru copii, seria „Învăț să citesc fluent”, 2016, 16p.;
84. „În așteptarea lui Moș Crăciun”, culegere de colinde și urături, 2016, 16p.;
85. „Copiii primăverii”, culegere de poezii, scenete și ghicitori, 2016, 32p.;
86. „Crăiasa Iarnă. Legende”, culegere de legende despre iarnă, 2016, 32p.;
87. „Păcală și Tândală”, colecție de povestiri pentru copii, 2012, 48p. (6 titluri)
88. „Traista lui Moș Crăciun”, antologie de poezie de iarnă pentru copii a scriitorilor basarabeni alcătuită de S. Ursache, 2013, 48p.;
89. „Enciclopedia picilor”, serie de enciclopedii ilustrate (pe carton gros), 2016, 16p. (4 titluri)
90. „Basmele bunicăi Sica”, culegere de povestiri fantastice moderne pentru copii, 152 p.;
91. „Tărâmul poveștilor”, culegere de povestiri fantastice pentru copii, 128 p.

(todo publicado por Silvius Libris, a menos que se indique lo contrario)

## Premios
Por su trabajo, Silvia Ursache ha sido premiada reiteradamente en ferias del libro nacionales e internacionales. Entre las distinciones obtenidas se encuentran el premio del Sindicato de Escritores de Moldavia en la Feria del Libro de 2009 por el libro "Monté en una rueda y te dije gogonata"; premios de la Biblioteca “Ion Creangă”; el premio a la traducción más exitosa; premios especiales del Sindicato de Escritores, del Ministerio de Cultura, del Ministerio de Educación, de la biblioteca "BP Hasdeu", etc.
El cuento "Dacul" ganó el Premio de la Sección Nacional IBBY en la muestra de abril de 2013 (organizada por la Biblioteca "Ion Creangă") y el Premio "Deceneu" en la muestra de agosto-septiembre de 2013 (organizada por la Biblioteca Nacional).
La editorial "Silvius Libris", fundada por Silvia Ursache, recibió dos veces el título de "Editorial del año" en la Feria Internacional del Libro "In Memoriam Grigore Vieru", organizada por la Biblioteca Nacional de la República de Moldavia, en 2009. y 2010.